# Bombardeig de Singapur (1944-1945)
El bombardeig de Singapur (1944-1945) fou una campanya militar dirigida per les forces aèries aliades durant la Segona Guerra Mundial. Unitats de bombarders de llarg abast de les Forces Aèries de l'Exèrcit dels Estats Units (USAAF) llançaren 11 atacs aeris dirigits a Singapur, ocupada per l'Imperi Japonès, entre el novembre de 1944 i el març de 1945. La majoria d'aquests atacs anaven dirigits a la base naval i a les instal·lacions de les drassanes de l'illa, encara que també s'endegaren unes quantes missions de disposició de mines en aigües pròximes. Després que els bombarders americans es reorganitzessin, els britànics de la Royal Air Force assumiren la responsabilitat de les operacions de minat prop de Singapur, les quals continuaren fins al 24 de maig de 1945.
Els atacs tingueren resultats diversos: el dany més significatiu fou provocat a la important base naval de Singapur i al port comercial. Alguns atacs sobre aquests objectius no tingueren èxit i altres contra instal·lacions d'emmagatzematge de carburant en illes prop de Singapur foren ineficaços. La campanya de minat interrompia el tràfic de vaixells japonesos a l'àrea de Singapur i provocà la pèrdua de tres vaixells i danys a uns altres deu, però no foren decisius en el curs de la guerra. Els atacs aeris aliats, tanmateix, tingueren èxit alçant la moral de la població civil de Singapur, que creia que aquests podrien marcar la imminent alliberació de la ciutat. El nombre global de víctimes civils dels bombardeigs fou baix, encara que un atac en concret matà centenars d'indigents així com diversos treballadors civils d'instal·lacions militars.

## Antecedents
En les dècades posteriors a la Primera Guerra Mundial, la Gran Bretanya expandí la Base naval de Singapur a Sembawang, a la costa nord de Singapur, com a part dels seus plans per dissuadir l'expansionisme japonès a la regió en el que s'anomenà estratègia Singapur. La instal·lació resultant es trobava entre les més importants de l'Imperi Britànic i incloïa el gran Dic sec anomenat "Rei Jordi VI" i el IX Dic flotant de l'Almirallat Les forces de la Commonwealth assignades a Malàisia i Singapur foren derrotades ràpidament en els mesos posteriors a l'inici de la Guerra del Pacífic i, tanmateix, l'illa no sucumbí al control japonès fins al 15 de febrer de 1942. Singapur fou bombardejada per aeronaus japoneses en diverses ocasions durant la batalla de Malàisia i la batalla de Singapur provocant moltes morts civils.

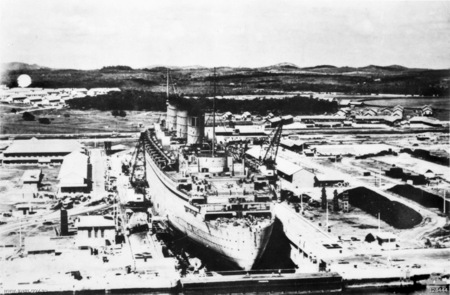
El transatlàntic Queen Mary al moll Jordi VI durant l'agost de 1940

La Base naval de Singapur patí pocs danys durant la batalla entre 1941 i el 1942 i es convertí en la instal·lació més important de la Marina Imperial Japonesa (MIJ) fora de les illes japoneses. Igual que sota el domini britànic, molts civils locals foren reclutats per treballar a la base, malgrat que els japonesos els sotmeteren a una dura disciplina que comportava pallisses físiques com a càstig per equivocacions menors així com presó o execució per al robatori i la pèrdua d'informació. La Segona i la Tercera flotes japoneses foren transferides des del Pacífic central fins a Singapur i les Illes Lingga entre febrer i abril de 1944 per situar-les més pròximes a les seves fonts d'abastament de fuel-oil. Aquestes dues flotes formaven el cos principal de la MIJ, i contenien la majoria dels seus cuirassats restants i portaavions.
Les forces assignades a la defensa de Singapur no eren fortes. A principis de 1945, les defenses aèries japoneses per a l'illa incloïen només dues companyies equipades amb canons automàtics, algunes unitats antiaèries i un nombre petit d'aeronaus de combat. Algunes de les unitats antiaèries eren operades per auxiliars malais. L'eficàcia del que era ja una força de defensa aèria insuficient es trobava, a més, obstaculitzada per una manca de coordinació entre l'Exèrcit i Armada, els talls de l'equipament de control d'artilleria i la manca de control per radar o de globus captius. La defensa contra els atacs nocturns era especialment dèbil, ja que no es disposava de cap caça nocturn i la coordinació entre els antiaeris i les unitats d'il·luminació era deficient.
El juny de 1944, la XX unitat de bombarders de l'USAAF començà les operacions aèries de combat amb bombarders pesats B-29 Superfortress de les bases aèries prop de Kharagpur, al nord-est de l'Índia. Encara que el paper principal del Comandament era atacar objectius industrials a les illes japoneses, aproximadament un cinquanta per cent de les seves missions serviren per donar suport a altres operacions aliades al Pacífic. El comandament de la XX unitat de bombarders de l'USAAF depenia de la Vintena divisió de la Força Aèria, dirigida directament des de Washington DC pel comandant general de l'USAAF Henry H. Arnold, en lloc dels comandaments aliats de l'Índia i la Xina. El general Curtis Lemay assumí el comandament la divisió el 29 d'agost.
Després de la derrota japonesa en la batalla del golf de Leyte a finals d'octubre de 1944, els romanents de la MIJ es concentraven en dos grups de vaixells: un grup retornà a les bases del Mar Interior de Seto, mentre que l'altre es col·locà a les Illes Lingga. El 27 d'octubre, Arnold suggerí a LeMay que la derrota japonesa a Leyte podria haver augmentat la importància de les instal·lacions navals de Singapur i preguntà si la Divisió de bombarders podria atacar objectius a l'illa. Feia poc que es disposava d'informació d'intel·ligència de Singapur; el 30 d'octubre un avió B-29 sobrevolà Singapur per primera vegada i feu fotos de l'illa. Malgrat aquest èxit, el personal de LeMay creia que un atac diürn contra Singapur des de Kharagpur (un viatge d'uns 6.400 kilòmetres) no podia tenir èxit. Tot i això, Arnold ordenà l'atac.

## Atacs

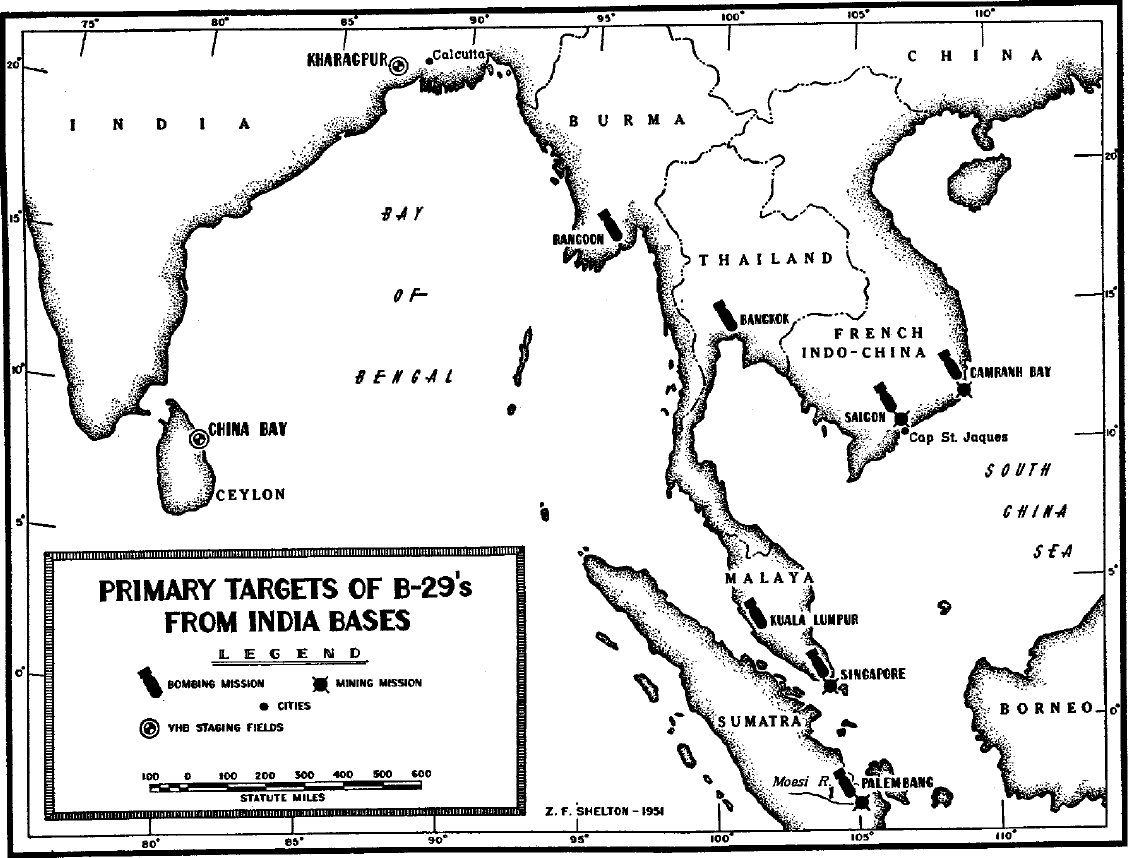
Localitzacions de bases de bombarders B-29 a l'Índia i Sri Lanka i els objectius principals que atacaren al sud-est asiàtic.

### Atac inicial
El primer atac sobre Singapur tingué lloc el 5 de novembre de 1944. 76 bombarders sortiren de les bases del voltant de Kharagpur. A causa de la gran distància a l'objectiu, les aeronaus duien únicament dues bombes d'uns 453 kg i als pilots se'ls manà que bombardegessin des de l'altitud més baixa del normal (uns 600 metres) i que mantinguessin una formació àmplia. L'objectiu primari de l'atac era el moll de Jordi VI, i la refineria Pangkalanbrandan a Sumatra del nord s'assignà com l'objectiu secundari.
El primer B-29 sobrevolà la Base Naval de Singapur a les 06:44. El bombardeig fou altament acurat. La primera aeronau llençà una bomba a uns 15 metres de la porta del moll. Altres bombes també encertaren objectius pròxims al moll, les quals el deixaren inservible durant tres mesos. Les bombes que impactaren prop del moll també afectaren un vaixell de càrrega que aleshores s'estava reparant. Molts dels treballadors civils de dins i del voltant del moll foren incapaços d'escapar i moriren. Els atacs també provocaven danys a altres instal·lacions de la base naval. En total, 53 avions bombardejaren la base naval de Singapur mentre set atacaren la refineria de Pangkalanbrandan. Poques defenses antiaèries o aeronaus japoneses foren capaces d'enfrontar-se als atacs, però dos B-29s es perderen en accidents. Aquest atac fou l'operació de bombardeig diürn més llarga produïda fins aleshores. Després de l'atac, els soldats japonesos assassinaven un grup de treballadors indonesis ferits. El dany al moll significà que ja no es podia utilitzar per reparar els cuirassats japonesos fets malbé durant la batalla del golf de Leyte.

### Bombardejos posteriors
El següent atac sobre Singapur no tingué lloc fins al gener de 1945. Després de diversos informes sobre vaixells de guerra japonesos fets malbé durant la campanya de les Filipines, els quals s'estaven reparant a Singapur, una força de 47 Superfortress fou enviada des de l'Índia per atacar el dic flotant de l'Almirallat i el moll del Rei a la costa sud de l'illa. Aquestes aeronaus s'enlairaren als voltants de la mitjanit del 10 de gener i començaren a arribar a Singapur a les 08:20 de l'onze de gener. Només 27 dels atacants encertaren els molls, i gràcies a la bona defensa antiaèria dels vaixells de guerra japonesos de l'estret de Johor el bombardeig no provocà danys. La resta d'aeronaus bombardejaren Penang a Malàisia, Mergui a Birmània i uns quants objectius oportunistes, generalment sense èxit. Durant aquesta operació es perderen dos B-29.
El gener de 1945, la divisió de bombarders començava les preparacions per traslladar-se a les Illes Mariannes. El comandament cessà els seus atacs contra el Japó i l'Àsia Oriental, pels quals utilitzava bases a la Xina per reaprovisionar els B-29s en ruta, i en canvi se centrà en objectius del Sud-est asiàtic que es trobaven a l'abast des de Kharagpur. Com que hi havia pocs objectius industrials dins de l'abast de Kharagpur es donà la prioritat més alta a l'atac de ports importants com el de Rangun, Bangkok i Singapur, així com a ports més petits. Els atacs foren dirigits tant mitjançant el bombardeig convencional com mitjançant la disposició de mines marines. Com a part de la transició, LeMay marxà cap a les Illes Mariannes el 18 de gener i fou substituït pel general de brigada Roger M. Ramsey.
El XX Comandament de Bombarders dirigí un atac de bombardeig convencional a la base naval de Singapur l'1 de febrer. Aquell dia s'enviaren 112 B-29, armats cadascun amb quatre bombes d'uns 450 kg. L'objectiu primari de l'atac, el dic flotant IX de l'Almirallat, fou bombardejat per 67 de les 88 aeronaus que arribaren a Singapur. Aquest atac enfonsà el dic sec i destruí el vaixell que hi havia atracat, d'uns 140 metres d'eslora. Les altres 21 aeronaus que arribaren a Singapur durant aquell atac bombardejaren l'àrea del mur occidental de la base naval i destruïren molts edificis i algun equipament pesat; en aquesta àrea se situava també la seu central de la base. De les aeronaus restants, 20 es desviaren i atacaren objectius a Penang i Mottama. Els japonesos van abatre un dels B-29s i un altre fou destruït durant l'aterratge després d'haver sofert danys d'atacs aeris.

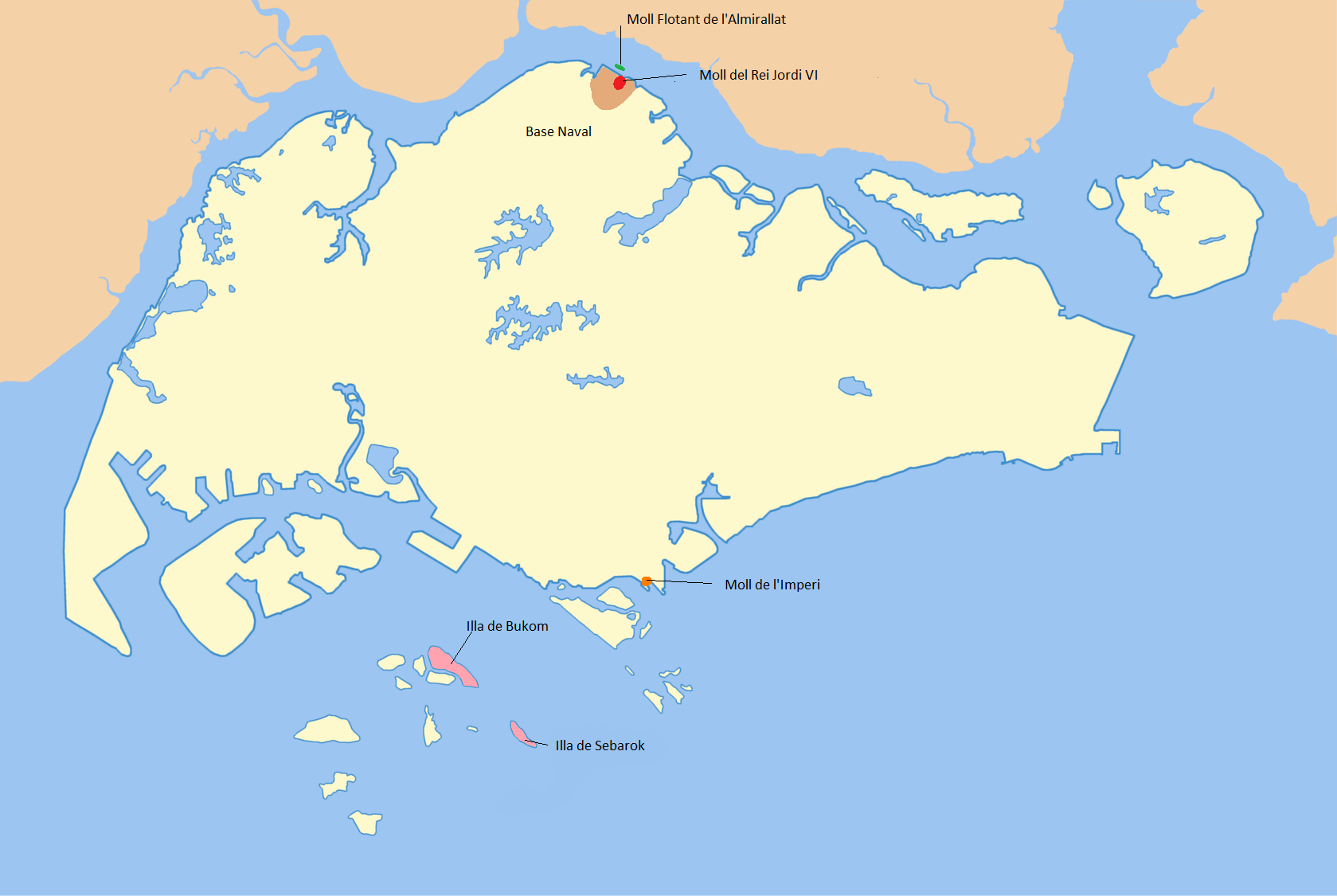
Objectius primaris dels atacs de l'USAAF sobre Singapur.
(Nota: Aquest mapa descriu la línia de costa moderna de Singapur, no la línia de costa de la Segona Guerra Mundial.)

Encara que la divisió de bombarders començà les preparacions per atacar la base naval de Singapur una altra vegada el 6 de febrer, l'almirall Louis Mountbatten, el comandant de forces Aliades al teatre d'operacions del Sud-est Asiàtic, anul·là aquest atac el dia 3. Mountbatten ordenà que les instal·lacions navals de Singapur i Penang no fossin bombardejades, ja que serien útils per les forces aliades després de l'alliberació projectada de Malàisia i Singapur durant els següents mesos. Després de demanar aclariments sobre l'ordre, Ramsey es trobà amb Mountbatten a Kandy. En aquesta reunió, Mountbatten assignà objectius de l'àrea de Kuala Lumpur com la primera prioritat per als bombarders, mentre que la segona prioritat eren àrees prudentment seleccionades de Singapur. Aquestes àrees excloïen el moll del Rei Jordi i altres molls i àrees amb maquinària pesant, però permetia atacs contra l'àrea del mur occidental de la base naval de Singapur, les instal·lacions de fuel navals i altres instal·lacions comercials. La ciutat de Saigon fou assignada com la tercera prioritat de bombardeig i es donà la quarta prioritat a les instal·lacions d'emmagatzematge de combustible en illes prop de Singapur.
El següent bombardeig sobre Singapur tingué lloc el 24 de febrer. Aquell dia s'enviaren 116 B-29 per bombardejar l'àrea del moll Imperial a la punta meridional de Singapur. Es tractava d'un moll comercial, i fou considerat pels planificadors, ja que era "l'únic objectiu primari adequat d'acord amb les estipulacions especificades per aquest teatre". Els bombarders estaven armats amb bombes incendiàries, i els 105 B-29s que arribaren a Singapur aconseguiren cremar un 39% de l'àrea de magatzems prop del moll. A causa del fum que sortia de l'objectiu, 26 dels B-29 utilitzaren bombardejos cecs en lloc de visuals, la qual cosa ocasionà una mala precisió i danys a àrees residencials i comercials civils prop del barri portuari. El diari Syonan Shimbun posteriorment informà que 396 persones havien perdut la casa per culpa de l'atac. Les pèrdues de la USAAF d'aquell dia foren un sol B-29, el qual s'estavellà després de quedar-se sense combustible durant la seva tornada a l'Índia.

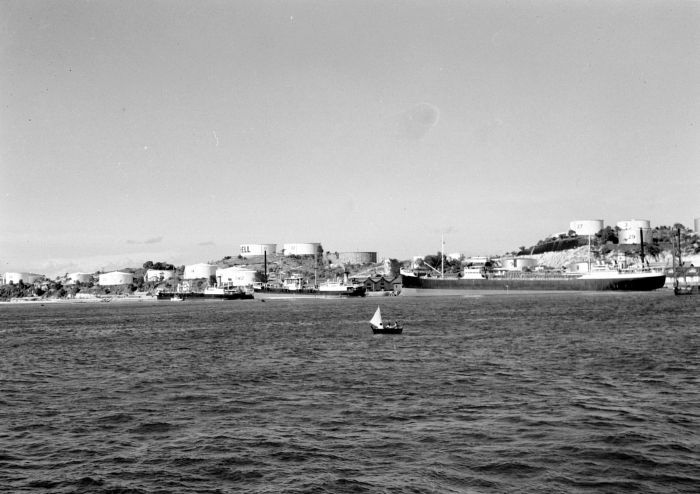
Els tancs de combustible de l'Illa de Samboe (foto de 1936) foren un dels objectius atacats el 12 de març de 1945.

La flota atacà de nou Singapur el 2 de març. Com que moltes de les unitats de servei de l'exèrcit estaven de camí cap a les Mariannes, només es pogueren enviar 64 B-29. Aquestes aeronaus atacaren l'àrea comercial i de magatzem de la base naval de Singapur amb bombes d'uns 226 kg. Els 49 B-29 que arribaren a Singapur bombardejaren aquesta àrea i empitjoraren el dany provocat pels atacs anteriors, però els resultats de l'atac foren una altra vegada limitats pel foc antiaeri dels vaixells de guerra japonesos. Dos B-29 foren abatuts pels canons antiaeris durant l'atac.
Els dos atacs finals dirigits pels bombarders abans desplegar-se finalment a les Mariannes apuntaren a les instal·lacions d'emmagatzematge de combustible situades en illes de l'àrea de Singapur. El 12 de març s'enviaren tres grups de B-29 per atacar les illes de Bukom i Sebarok, prop de la costa sud de Singapur, així com l'illa de Samboe, situada uns quants quilòmetres al sud, prop de l'illa de Batam a les Índies Orientals Neerlandeses. A cadascun dels grups se li assignà una illa diferent, i no hi trobaren cap defensa antiaèria japonesa. Malgrat això, el mal temps provocà que els 44 B-29 que arribaren a l'àrea d'objectiu haguessin d'utilitzar tècniques de bombardeig a cegues, per la qual cosa els seus atacs provocaren pocs danys. L'atac final de la divisió, abans de marxar cap a les Mariannes, tingué lloc durant la nit del 29 al 30 de març, quan s'enviaren 29 bombarders per atacar l'illa de Bukom. Per entrenar la tripulació en la tàctica de bombardeig a baixa alçada que s'estava utilitzant contra les illes del Japó, els bombarders atacaren els seus objectius individualment des d'altituds compreses entre 1500 i 2100 metres. Aquest atac tingué èxit destruint set dels 49 tancs de carburant de l'illa, i se'n malmeteren tres més. Els aliats no sofriren pèrdues en cap d'aquests atacs.

### Minat marí prop de Singapur
Com a part de la seva campanya contra el tràfic marí, als voltants de cada lluna plena des de finals de gener de 1945 la companyia de bombarders emprengué campanyes de minat marí. Durant la nit del 25 al 26 de gener, 41 B-29 distribuïren sis camps de mines en les proximitats de Singapur. Durant les mateixes nits, uns altres B-29s posaren mines en la zona de Saigon i la Badia de Cam Ranh com a part de l'esforç de minat aeri més gran del Pacífic fins a aquell moment. Durant la nit del 27 al 28 de febrer s'enviaren dotze B-29 per minar la zona de l'estret de Johor, prop de Singapur; deu d'aquestes aeronaus tingueren èxit en el desplegament de 55 mines en l'àrea d'objectiu, i una altra aeronau minà Penang. Durant el següent període de lluna plena, la nit del 28 al 29 de març, 22 B-29 llençaren mines prop de Singapur. No es perdé cap aeronau durant cap d'aquestes missions.
Després de la retirada de la XX Divisió de Bombarders, els britànics del grup 222 de la Royal Air Force assumiren la responsabilitat d'aquestes operacions de minat a l'àrea de Singapur, utilitzant bombarders B-24 Liberator. El minat acabà el 24 de maig de manera que les mines no interferissin amb l'Operació Zipper, el desembarcament britànic a Malàisia planificat pel setembre. Els japonesos establiren centres d'observació en les illes de l'estret de Singapur per distingir els camps de mines, però aquests centres no foren eficaços i generalment els camps no eren detectaven fins que un vaixell topava amb una mina. En total, les mines llençades durant aquestes campanyes enfonsaren tres vaixells prop de Singapur i en feren malbé deu més. A més, els camps de mines interrompien les rutes de comboi japoneses i els esforços per reparar els vaixells. La campanya aliada de minat fou, tanmateix, massa breu per aconseguir resultats decisius.

## Seqüeles

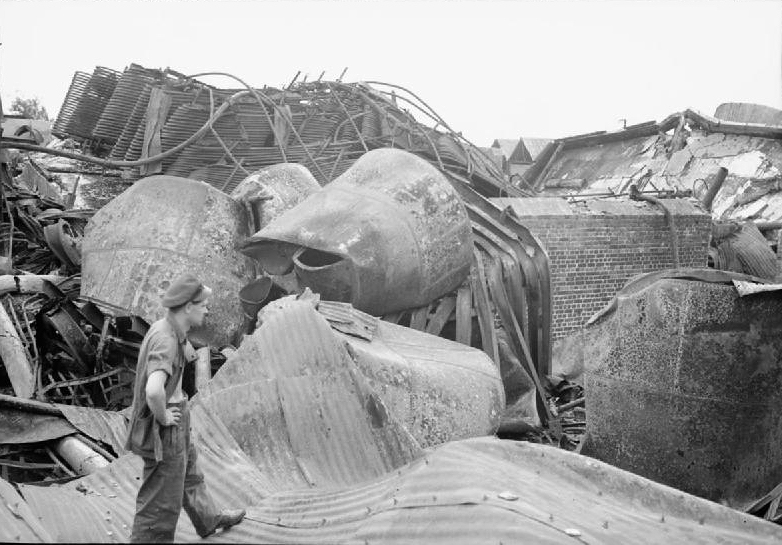
Un militar de la RAF inspecciona els danys ocasionats pels bombardejos aliats als molls de Singapur el setembre de 1945.

Els atacs dels B-29 sobre Singapur produïren resultats diversos. Els atacs sobre la base naval de Singapur feren malbé o destruïren molts tallers i impediren l'ús del moll del Rei Jordi entre finals de 1944 i principis de 1945, així com el dic sec de l'Almirallat des del febrer de 1945. A més a més, els treballadors de la base naval no tornaren a treballar fins al cap d'un temps després de cada atac, i fou necessari donar-los millors retribucions i racions, així com refugis antiaeris. Encara que el dany provocat a l'àrea dels molls dificultava les operacions portuàries japoneses, les pobres condicions de la zona portuària també obstaculitzaren els esforços britànics per rehabilitar Singapur després de la guerra. Els atacs contra els tancs d'emmagatzematge de carburant de les illes prop de Singapur tingueren menys èxit, i es descobrí que molts encara podien tornar a ser operatius després de la rendició japonesa.
Els esforços dels militars japonesos per defensar Singapur de l'atac aeri no tingueren èxit. A causa del dèbil estat de les defenses antiaèries de l'illa, només nou B-29 foren abatuts durant la campanya americana, tots ells durant atacs diürns. Les operacions de desminat també eren lentes: es tardava tres setmanes a declarar que el port era segur després de cada atac aliat. Els tripulants dels bombarders americans que sobrevisqueren després de ser abatuts tingueren sort diversa; un nombre petit s'ajuntà amb moviments de resistència com les de l'Exèrcit Popular Malai Antijaponès, mentre que altres foren capturats pels japonesos i retinguts en dures condicions. Els que foren capturats per la MIJ i transportats a la base naval foren decapitats. Després de la guerra, el personal japonès responsable d'atrocitats contra aquests presos foren penjats o empresonats durant anys després dels judicis pels crims de guerra de Seletar.
Els atacs aeris a Singapur alçaren la moral de la població civil de l'illa, ja que foren vistos com l'anunci de l'alliberació de Singapur del domini opressiu del Japó, encara que els civils eren generalment prudents a l'hora de mostrar aquests sentiments al personal japonès d'ocupació. Els B-29 eren vistos per molts com a invulnerables, i als civils els animaren els èxits dels seus atacs. Per contrarestar aquests sentiments, les autoritats d'ocupació exhibien els B-29 abatuts i els tripulants que sobrevivien, així com seqüències de pel·lícula on s'abatia un B-29. Els japonesos també fallaren en els seus intents de provocar la comunitat musulmana de l'illa en contra dels atacs subratllant els danys provocats a una mesquita l'11 de gener i el 24 de febrer, l'últim d'ells en un atac que coincidia amb la celebració del Màwlid an-Nabí. Un altre factor que contribuïa al suport públic als atacs era la política aliada d'apuntar només a instal·lacions militars, fet que significava que només un nombre limitat de civils eren susceptibles de convertir-se en víctimes; el bombardeig americà es percebia, doncs, com a força precís. L'expectativa de nous atacs provocà l'increment dels preus del menjar i altres mercaderies, ja que la gent emmagatzemava els seus béns a casa;els japonesos no aconseguiren controlar aquest fet.